# Rembrandt (Merkurkrater)
Rembrandt ist ein Einschlagkrater auf dem Planeten Merkur mit einem Durchmesser von 715 Kilometern. Er ist das zweitgrößte Einschlagbecken nach Caloris Planitia auf Merkur und gehört zu den größeren Kratern im Sonnensystem. Am 6. Oktober 2008 wurde der Krater von der Raumsonde MESSENGER bei seinem zweiten Vorbeiflug entdeckt. Der Krater weist ein Alter von 3,9 Milliarden Jahren auf und wurde während der späten schweren Bombardierung geschaffen.
Der Krater ist nach dem niederländischen Maler Rembrandt van Rijn (1606–1669) benannt.